# Glanzdrongo
Der Glanzdrongo (Dicrurus atripennis) ist eine Vogelart aus der Familie der Drongos.
Er kommt in Afrika vor in Äquatorialguinea, der Demokratischen Republik Kongo, Elfenbeinküste, in Gabun, Ghana, Guinea, Kamerun, Liberia, Nigeria, der Republik Kongo, in Sierra Leone, Togo und in der Zentralafrikanische Republik vor.
Das Verbreitungsgebiet umfasst Primärwald und alten Sekundärwald.

## Beschreibung
Der Glanzdrongo ist 21 bis 24 cm groß und wiegt 35 bis 47 g. Er ist durchgehend schwarz mit charakteristischem stahlgrünen Glanz, seinem Namen angemessen der am stärksten glänzende Drongo in Afrika.

## Stimme
Das Männchens wird als ruffreudig und lärmend beschrieben, zur Territorialabgrenzung führen Paare ein Duett aus lauten scharfen Tönen und melodischen Pfiffen auf.
Die Art ist monotypisch.

## Lebensweise
Die Nahrung besteht hauptsächlich aus 5 bis 6 cm großen Insekten.
Die Brutzeit liegt zwischen August und Januar.

## Gefährdungssituation
Der Bestand gilt als nicht gefährdet (Least Concern).